# Football Club de Metz (féminines, 1974)
Ne doit pas être confondu avec la section féminine actuelle
Maillots
La section féminine du FC Metz est un ancien club de football féminin français basé à Metz et aujourd'hui disparu. 
Les Messines font partie des seize équipes qui ont fondé la Division 1 en 1974. Elles ont évolué durant quinze saisons en première division de 1974 à 1989, en étant à deux reprises demi-finaliste de la compétition.

## Palmarès
Le tableau suivant liste le palmarès du club dans les différentes compétitions officielles au niveau national et régional.
| Compétitions régionales     | Équipes de jeunes           |
| Votre aide est la bienvenue | Votre aide est la bienvenue |

## Bilan saison par saison
Le tableau suivant retrace le parcours du club depuis la création de la première division en 1974, jusqu'à sa disparition.
| Édition   | Division 1     | Divisions Régionales |
| 1974-1975 | 1/4 de finale  | -                    |
| 1975-1976 | Premier Tour   | -                    |
| 1976-1977 | 1/4 de finale  | -                    |
| 1977-1978 | 1/4 de finale  | -                    |
| 1978-1979 | Premier Tour   | -                    |
| 1979-1980 | Demi-finaliste | -                    |
| 1980-1981 | Premier Tour   | -                    |
| 1981-1982 | Demi-finaliste | -                    |
| 1982-1983 | 4e (Gr. A)     | -                    |
| 1983-1984 | 3e (Gr. D)     | -                    |
| 1984-1985 | 4e (Gr. C)     | -                    |
| 1985-1986 | 2e (Gr. B)     | -                    |
| 1986-1987 | 4e (Gr. A)     | -                    |
| 1987-1988 | 7e (Gr. A)     | -                    |
| 1988-1989 | 10e (Gr. A)    | -                    |
| 1989-.... | -              | …                    |